# Arizona League
Die Arizona League ist eine Minor-League-Baseball-Liga auf Anfängerebene, die in und um Phoenix, Arizona, USA, operiert und seit 1988 von der Major League Baseball geführt wird. Sie bildet zusammen mit der Gulf Coast League die niedrigste Stufe des nordamerikanischen Minore League-Systems. Spiele werden nicht an die breite Öffentlichkeit vermarktet. Zuschauer können kostenlos teilnehmen.
Von Mitte Juni bis Ende August werden auf den Frühjahrstrainingsstätte ihrer Partner-Baseballclubs der Major-League-Spiele ausgetragen. Jedes Cactus League Team spielt in der Arizona League Team mit Ausnahme der Colorado Rockies.
Die reguläre Saison umfasst 56 Spiele, mit einem Limit von 35 Spielern. Spieler dürfen nicht mehr als drei Jahre Erfahrung in der Minore League haben, um spielberechtigt zu sein. Die Liga ist auch der Ort, an dem Major League Spieler oft ihre ersten Reha-Einsätze machen.
Die Teams bestehen in erster Linie aus Spielern, die aus Ländern wie der Dominikanischen Republik und Venezuela unter Vertrag genommen wurden, sowie aus kürzlich eingezogenen High-School- und College-Spielern, die hauptsächlich aus den Vereinigten Staaten und Puerto Rico stammen und sich im Besitz des Partner-Baseballclubs der Teams befinden. Die meisten Spieler wurden gerade erst im Draft ausgewählt, welcher zwei bis drei Wochen vor Beginn der Saison stattfindet. Es werden keine offiziellen Zuschauerzahlen erfasst, da es keine bezahlten Eintrittsgelder gibt und keine Konzessionen verkauft werden.
Bob Richmond ist der Präsident der Liga. Die Büros der Liga befinden sich in Boise, Idaho.

## Geschichte
Die Liga begann 1988 auf experimenteller Basis mit vier Teams, die einen Spielplan von 60 Spielen spielten. Die Spiele wurden am Morgen geplant, um sicherzustellen, dass die Liga nicht mit den Firebirds, dem Triple-A Team von Phoenix konkurriert.